# Alexis Vastine
Vous lisez un « bon article » labellisé en 2019.
Alexis Vastine, né le 17 novembre 1986 à Pont-Audemer dans le département de l'Eure en Normandie et mort le 9 mars 2015 près de Villa Castelli en Argentine, est un boxeur français, médaillé de bronze aux Jeux olympiques de Pékin 2008.
Troisième enfant d'une famille de boxeurs, Alexis Vastine devient au milieu des années 2000 l'un des principaux espoirs de la boxe tricolore. Multiple champion de France chez les jeunes, double champion de France junior, il remporte la médaille d'or aux Jeux de la Francophonie de 2005. Il confirme chez les seniors en devenant à deux reprises champion de France des poids super-légers puis en se qualifiant pour les Jeux olympiques d'été de 2008. À Pékin, Vastine obtient une médaille de bronze, s'inclinant en demi-finale après deux pénalités arbitrales contestables dans les derniers instants du combat.
La relative déception de Pékin pousse le boxeur normand à poursuivre sa progression. Il multiplie les victoires en tournois internationaux, remporte un troisième titre de champion de France des super-légers et trois titres de champion du monde militaire. Alexis Vastine se présente aux Jeux olympiques de Londres de 2012 comme l'un des favoris de sa catégorie. En quart de finale du tournoi olympique, il s'incline sur une décision arbitrale qualifiée par de nombreux observateurs comme un « vol ».
Ce résultat déprime le boxeur qui s'isole et multiplie les excès. Après plusieurs mois difficiles, Vastine reprend le chemin de l'entraînement au début de l'année 2014 pour participer à une troisième olympiade. Il retrouve sa forme et remporte un quatrième titre de champion du monde militaire. Le 9 mars 2015, il meurt dans un accident d'hélicoptère sur le tournage de l'émission de téléréalité Dropped dont il est l'un des candidats.

## Biographie

### Jeunesse et famille
Alexis Vastine naît le 17 novembre 1986 à Pont-Audemer dans une famille de boxeurs. Troisième enfant d'Alain et Sylvie Vastine, son père souhaite l'appeler Giovanni mais sa mère n'aime pas ce prénom. Son père est un ancien boxeur amateur et professionnel dans les années 1970 et 1980. Dans la catégorie des poids légers, Alain s'est incliné à deux reprises en finale du championnat de France amateur en 1981 et 1982 et a été sélectionné en équipe de France. Après avoir dû arrêter sa carrière sportive à la suite de multiples opérations à l'épaule, il est devenu entraîneur en Normandie et a fondé le Boxing club Vastine. Sa mère Sylvie préfère le handball, sport où elle évolue au haut niveau. 
Alain Vastine initie tous ses enfants à la pratique du sport qui le passionne. Alexis a un frère (Adriani), un demi-frère (Edouard) et trois sœurs (Cassie, Cindy et Célie) qui se distinguent tant au niveau national qu'international. Sylvie Vastine élève tous ses enfants à la maison jusqu'à ce qu'ils soient tous à l'école. Peu après la naissance d'Alexis, la famille quitte l'appartement de Pont-Audemer pour une maison dans le village de Fourmetot. Tout comme Adriani, Alexis est doué sportivement, que ce soit au football ou cross-country, et commence la boxe anglaise jeune, forcé par son père,. Les deux frères n'adhèrent pas immédiatement à ce sport de combat alors leur père les récompense et les encourage en leur donnant des pièces. Avec ces francs, ils s'achètent des bonbons. 
Alexis se prend rapidement au jeu et commence à aimer la boxe. Il monte sur le ring pour la première fois à l'âge de 6 ans en boxe éducative. Pour disputer le championnat de France, il est inscrit par son père sous le nom de son frère aîné,. Il perd ses deux premiers combats mais, loin de se décourager, poursuit son entraînement avec son père dans le jardin le soir en plus de ses trois entraînements hebdomadaires. Enchaînant les combats les week-ends, Alexis devient champion de France de boxe éducative en minime, cadet puis en junior. Sous l'œil de son père, qu'il écoute avec application, Alexis domine ses adversaires et boxe pour gagner dans les pas de son grand frère Adriani. 
Le jeune prodige part de chez lui en 2000 à 13 ans pour intégrer le pôle France espoirs-juniors de Vendôme,. Au pôle France, Alexis retrouve son frère Adriani, qui y est entré une année plus tôt, et partage son temps entre études et boxe anglaise. Le jeune boxeur est repéré par les entraîneurs de l'équipe nationale lorsqu'il remporte les championnats de France Espoirs, réservés aux boxeurs ayant moins de cinq combats à leur actif. Les deux frères restent à Vendôme jusqu'à la fermeture du pôle France en 2004.

### Carrière sportive

#### Premiers titres nationaux et compétitions internationales (2003-2007)
En mai 2001, Alexis Vastine fait ses débuts en boxe chez les juniors, sans retenir ses coups, dans une opposition face à Pierre Querre à Saint-Denis en région parisienne. Cette première victoire face à un boxeur de bon niveau permet de jauger son talent. Six mois plus tard, pour son deuxième combat en junior, Alexis commence sa carrière internationale à Dublin en affrontant le boxeur local Willie Casey qui le bat nettement. Cette défaite motive le jeune Alexis et le pousse à être plus précis dans ses coups. En 2003, il devient champion de France junior dans sa catégorie en battant Younes Bouiksain à Charleville-Mézières. L'année suivante, il conserve son titre en dominant Aabadila Hallab à Soissons. Fort de ses deux titres nationaux, Alexis Vastine intègre l'équipe de France de boxe et commence à faire ses premières compétitions internationales alors qu'il n'a pas vingt ans. Toujours en 2004, il dispute les championnats du monde juniors en Corée du Sud où son parcours s'arrête en demi-finale, mis KO dès la première reprise par le Britannique Amir Khan.  Il quitte alors le pôle France de Vendôme pour l'Insep et commence à obtenir des médailles internationales. Aux championnats d'Europe junior à Tallinn, le Français s'incline en demi-finale face au Russe Andrey Zamkovoy et termine le tournoi à la troisième place. En décembre 2005, il remporte une médaille d'or aux Jeux de la Francophonie à Niamey au Niger en dominant le Roumain Elvis Suliman en finale,. Le 3 février 2006, Alexis Vastine confirme son statut de grand espoir de la boxe en battant Xavier Noël, boxeur olympique et vice-champion d'Europe en titre, en quart de finale du championnat de France amateur. À 18 ans, son succès aux points, 25 à 15, lui ouvre les portes du titre de champion de France amateur qu'il obtient quinze jours plus tard en battant Jaoid Chiguer à Saint-Quentin. Le même week-end, son frère Adriani devient également champion de France amateur dans sa catégorie.
Sportif de haut niveau tricolore, Alexis Vastine est recruté par l'armée en août 2007 et intègre l'année suivante le 121e régiment du train à Montlhéry, à l’escadron de commandement et de logistique et plus précisément au bureau des sports (BDS), où il se forme au monitorat de sport,. Il fait partie du Centre national des sports de la défense, successeur du bataillon de Joinville, ce qui lui permet d'avoir des horaires adaptés pour s'entraîner correctement. Le niveau international est une marche difficile et lui montre les progrès nécessaires pour faire partie des meilleurs. Au tournoi de Constanza en Roumanie, Vastine est battu 21 à 15 en quart de finale par le Bulgare Boris Georgiev. Pour se préparer pour les championnats du monde amateur de Chicago de novembre 2007, il fait un stage de deux semaines à Porto Rico. Au premier tour, le Français surprend l'Ouzbek Dilshod Mahmudov (en) qu'il bat d'un point sur le score de 28 à 27,. Il se hisse ensuite en quarts de finale en battant l'Ougandais Adwards Akora puis le Moldave Vasili Belous, obtenant par la même occasion son billet pour les Jeux olympiques de Pékin de 2008. Le benjamin de la sélection française, blessé au dos, s'incline 25 à 11 face au Britannique Bradley Saunders au tour suivant. Il fait néanmoins partie des neuf boxeurs français retenus pour les Jeux de Pékin.

#### Médaille olympique et titre de champion du monde (2008)
Qualifié pour les Jeux olympiques de 2008, Alexis Vastine voit sa notoriété progresser rapidement et les sollicitations se multiplier. Le boxeur olympique de Pont-Audemer est même devenu la mascotte d'une équipe de boxe anglaise prometteuse et ambitieuse. Le 7 avril 2008, dans un climat tendu de manifestations en soutien aux Tibétains, Vastine est sélectionné pour participer au relais de la flamme olympique 2008 dans les rues de Paris. Comme d'autres relayeurs, il est pris à partie par des manifestants. Le boxeur se prépare ensuite avec l'équipe de France lors de stages à Bugeat en Corrèze puis à Bangkok pour s'acclimater au climat asiatique et au décalage horaire.
Concourant dans la catégorie des super-légers (moins de 64 kg), Alexis Vastine prend part à la cérémonie d'ouverture des Jeux. Pour son entrée dans le tournoi olympique, le boxeur français s'impose facilement 13 touches à 2 face au Lituanien Egidijus Kavaliauskas, bien qu'il soit brouillon et souvent impatient. Il retrouve en huitième de finale le Britannique Bradley Saunders et prend sa revanche des championnats du monde de Chicago en s'adjugeant un succès 11 à 7 tout en esquives et en contres. En prenant le meilleur sur le boxeur mongol Munkh-Erdene Uranchimeg par 12 touches à 4 en quart de finale, le boxeur français se hisse en demi-finale,. 
En demi-finale, Vastine est opposé au Dominicain Félix Diaz. Il mène le combat aux points jusqu'à la fin de la troisième reprise (9 à 6). Le Dominicain se lance alors dans un pressing effréné. L’arbitre sanctionne Vastine une première fois, lui faisant perdre deux points. À dix-neuf secondes de la fin, l'arbitre décide de le sanctionner une seconde fois, l'accusant de s'être trop accroché. Vastine s'incline finalement 10 à 12. Agenouillé sur le ring, en pleurs à la fin du combat, le Normand de 20 ans crie : « Ils n'ont pas le droit, ils n'ont pas le droit de faire ça ! » Les médias français dénoncent un scandale arbitral, L'Équipe titrant « Le scandale Vastine »,. L'entraîneur de l'équipe de France John Dovi déclare vouloir porter réclamation, mais l'Association internationale de boxe amateur fait savoir n'avoir reçu aucune protestation officielle dans les délais,. Le lendemain, Diaz est sacré champion olympique en dominant nettement le Thaïlandais Manus Boonjumnong sur le score de 12 à 4. Médaillé olympique, Vastine descend l'avenue des Champs-Élysées et est reçu avec les autres sportifs médaillés au palais de l'Élysée par le président de la République Nicolas Sarkozy,. Cette médaille lui permet de signer un contrat avec Adidas.
Fin novembre, lors des championnats du monde amateurs militaires à Bakou en Azerbaïdjan, le Français fait son retour à la compétition depuis les Jeux olympiques. Après des victoires contre le vice-champion du monde 2005 azéri Ramal Amanov (en), le Turc Avci Serder puis l'Ouzbek Ulugbek Holmutarov, il devient champion du monde militaire amateur en dominant le Biélorusse Yauheni Ramashkevich en finale sur le score de 14 à 2,. Il est élu meilleur boxeur du tournoi,,. Le Normand enchaîne à la Coupe du monde de boxe amateur organisée à Moscou dix jours plus tard, de laquelle il repart avec une médaille de bronze bien qu'il souffre d'une tendinite au coude,.

#### En route pour Londres en passant par les World Series of Boxing (2009-2011)
En 2009, Alexis Vastine conserve son titre de champion de France des super-légers à Auxerre en battant en finale Samir Machrouh sur le score de 18 à 7. Quelques mois plus tard, il confirme sa forme en remportant la médaille d'or aux Jeux méditerranéens à Pescara en Italie après un ultime succès face au Marocain Driss Moussaid 11 touches à 2,. Début septembre, le Normand s'incline en huitième de finale des championnats du monde de boxe amateur disputés à Milan face au jeune Britannique Scott Cardle (en) par 17 touches à 5. Déçu de sa performance, le Français termine sa saison par une médaille d'or à la Coupe AIBA du Président organisée en Azerbaïdjan, concluant son tournoi par une victoire face au boxeur local Sadiq Eynullayev.
En 2010, Alexis Vastine monte de catégorie pour évoluer chez les welters. Aux championnats d'Europe de boxe amateur, le boxeur français enchaîne les succès avant de s'incliner en finale face au Hongrois Balázs Bácksai par 12 touches à 1. En octobre, il remporte pour la deuxième fois de sa carrière un titre de champion du monde militaire, cette fois-ci en welters, au camp Lejeune en Caroline du Nord. En novembre, il fait partie de l'équipe du Paris United pour les débuts de la World Series of Boxing, compétition entre boxeurs amateurs imaginée par l'Association internationale de boxe amateur (AIBA),. Sa sélection fait débat et les craintes s'élèvent sur sa participation dans ce tournoi, chez les poids moyens en moins de 73 kg, soit cinq kilogrammes au-dessus de sa catégorie de poids olympique, qui pourrait le détourner de son objectif principal : la qualification olympique.
Au début de l'année 2011, la participation de Vastine aux World Series of Boxing est remise en question par une hernie discale,. Il est soigné au Centre européen de rééducation sur l'île du Cap-Breton. Cela ne l'empêche pas de remporter son troisième titre de champion du monde militaire, cette fois-ci au Brésil, devenant le premier boxeur français à réaliser cet exploit. Vastine part ensuite à Cuba puis en Ukraine afin de préparer les championnats du monde de boxe amateur 2011. Lors de ces championnats, disputés en octobre, il est dominé par l'Ukrainien Taras Shelestyuk par 18 points à 11 en huitième de finale du tournoi des poids welters,. Néanmoins, la victoire finale de Shelestyuk dans le tournoi offre au Français sa qualification pour les Jeux olympiques d'été de 2012.

#### Olympiade de Londres (2012)
Qualifié pour le tournoi olympique des moins de 69 kg des Jeux de Londres, la préparation olympique d'Alexis Vastine est marquée par une multitude de blessures : fracture du petit doigt, tendinite au coude ou encore déchirures des muscles intercostaux,. Après un incident à l'entraînement avec Jérémy Beccu en janvier 2012, il est au cœur de tensions au sein de l'équipe de France. Il se brouille même avec une partie de l'équipe de France avant le début de la compétition. Certains boxeurs lui reprochent de chambrer, une partie de l'encadrement parle de jalousie vis-à-vis de sa médiatisation. Choisi pour présenter les tenues olympiques de la cérémonie d'ouverture, acteur d'une publicité avec David Villa pour son sponsor Adidas, Vastine n'est plus le jeune espoir de l'équipe française,. Absent du stage de cohésion organisé en juin chez les légionnaires de Castelnaudary pour se remettre de sa blessure au coude, Vastine met de côté les querelles internes pour se concentrer sur sa compétition. Il a pour objectif de faire oublier les Jeux de Pékin et de devenir champion olympique douze ans après Brahim Asloum,. 
Pour sa rencontre d'ouverture, le Français est opposé à l'Allemand Patrick Wojcicki qu'il bat 16 à 12,. En huitième de finale, il affronte le Mongol Tuvshinbat Byamba, boxeur au style fougueux et désordonné,. Crispé dans un style de boxe qui lui déplaît mais soucieux  d'efficacité, il ne s'impose que d'un point sur le score de 13 à 12,. Au tour suivant, il est opposé à l'Ukrainien Taras Shelestyuk, champion du monde 2011 qui l'a battu par deux fois par le passé,. Après deux reprises disputées, Vastine semble prendre l'avantage dans la dernière reprise,,. Pourtant, les arbitres en jugent autrement et, après avoir annoncé un score total égal à 18 touches chacun, déclarent Shelestyuk vainqueur,. La décision arbitrale est immédiatement contestée par Vastine et huée par le public londonien, l'Ukrainien semble même surpris par ce choix,. Le Français bondit et hurle « Non... non... non... Pas encore... Pas deux fois ! » et s'allonge au milieu du ring,,,. Une double réclamation est faite par l'équipe de France — portant également sur le combat de Nordine Oubaali, éliminé la même soirée en quart de finale dans la catégorie moins de 52 kg — mais celle-ci est rejetée,. Cette décision arbitrale entre dans le cadre plus large de corruption dans la boxe olympique,.
Ce deuxième coup d'arrêt olympique par une décision arbitrale litigieuse écœure Alexis Vastine qui partage sur Facebook sa déception : « Je n'ai fait que ça toute ma vie dans l'espoir de devenir champion olympique. [...] À treize ans, j'ai quitté mes parents pour intégrer le pôle espoir. C'est alors devenu l'objectif auquel j'ai tout sacrifié, car c'était le prix à payer pour l'atteindre. [...] J'avais tout misé sur les Jeux. Je pensais que Pékin me servirait au moins à ne plus me faire voler. Arrêter ? Je ne sais pas quoi faire, ni comment ». À sa mère, il dit en avoir « marre de cette putain de boxe ». Brisé, le boxeur souffre et s'isole dans les semaines suivant l'olympiade.

#### Dépression et retour (2013-2015)
Après la décision arbitrale des Jeux olympiques de Londres, Alexis Vastine se détourne des sacrifices liés à la boxe et donne libre cours à la fête et aux excès. Pour avoir eu des paroles dures à l'égard d'Humbert Furgoni, le président de la Fédération française de boxe (FFB), il est exclu de l'Insep et perd son appartement et sa prime mensuelle de 800 € au titre d'athlète de haut niveau. Il arrête la boxe plusieurs mois jusqu'en janvier 2013. Présent en fin de la liste d'Humbert Furgoni pour sa réélection à la tête de FFB, Alexis Vastine se retire quelques jours avant un vote de rupture qui voit la défaite du président sortant début février,. Réintégré à l'Insep, le boxeur envisage de passer professionnel mais les propositions qu'il reçoit ne l'intéressent pas. S'il tente de reprendre l'entraînement pour se préparer pour les jeux méditerranéens et les championnats du monde, il est contraint à l'arrêt par des douleurs au dos,. Le boxeur choisit de faire une pause ; il plonge dans la dépression et poursuit les excès. Il se sépare de sa compagne Alexia, avec qui il était resté huit ans. Dans ces moments difficiles, il fait la fête en discothèque, rattrapant le temps perdu,. Il confesse tomber dans la malbouffe, la boulimie, l'alcool et avoir pensé au suicide,. Il pense à abandonner le sport pour faire du théâtre. 
Nommé brigadier-chef dans le 121e régiment du train, Vastine défile sur les Champs-Élysées le 14 juillet 2013,,,. À la fin de l'année 2013, il s'installe à Lyon et décide de reprendre la compétition. Le 3 janvier 2014, il se fait opérer du coude et se remet dès lors au sport. Début février, il s'expose médiatiquement dans l'émission animée par Thierry Ardisson, Salut les terriens !, évoquant ses moments difficiles et son envie de retour. Décidé à perdre ses 13 kg superflus pour retrouver sa catégorie des poids welters, il s'isole à Bourges avec un préparateur physique,. Après plusieurs mois de reprise en main physique, il retrouve son punch, son style pur et sa boxe aérienne. Pour son retour dans la catégorie des moins de 69 kg, il bat l'Italien Alfonso Di Russo à la décision partagée. Après un stage en Tunisie, Vastine conclut un gala à domicile, à Pont-Audemer, en dominant Aymeric Huart,. En juin 2014, il gagne pour la quatrième fois le championnat du monde militaire, au Kazakhstan, après le forfait du Russe Alexander Alexandrovitch Besputin en finale, blessé aux mains après sa demi-finale,,.
Le 3 janvier 2015, la sœur d'Alexis Vastine, Célie, meurt à l'âge de vingt-et-un ans dans un accident de la route,,,. Passagère d'un véhicule conduit par un conducteur ayant trop bu, elle meurt des conséquences d'un violent choc frontal avec un autre véhicule.

### Mort

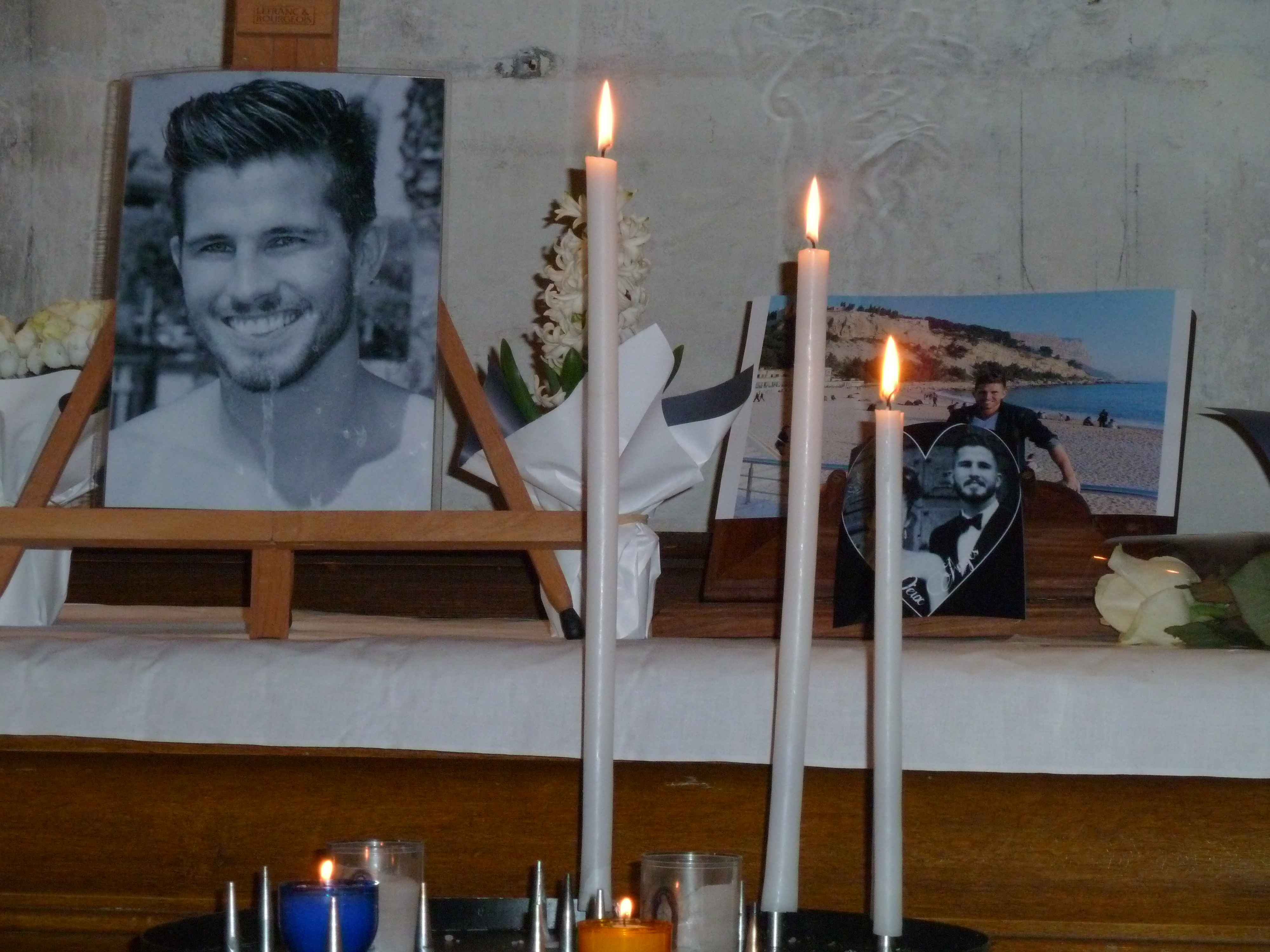
Chapelle ardente à l'église de Pont-Audemer, en Normandie, sa ville natale.

Au début du mois de mars 2015, Alexis Vastine participe en Argentine au tournage de l'émission Dropped avec d'autres sportifs comme Alain Bernard, Jeannie Longo, Florence Arthaud, Sylvain Wiltord, Philippe Candeloro, Camille Muffat et Anne-Flore Marxer. Le jeu, produit par Adventure Line Productions et présenté par Louis Bodin, doit être diffusé sur TF1. Adapté d'une version originale suédoise à succès, le concept de l'émission est de lâcher des célébrités dans des terres hostiles sans nourriture, carte et boussole, pour qu'ils tentent de rejoindre la civilisation. Le 9 mars 2015, à 140 km à l'ouest de  La Rioja, sur le lieu du tournage, Alexis Vastine joue au football avec des enfants de Villa Castelli avant le début de la deuxième étape du jeu. Un peu avant 17 h 15, il prend place dans l'un des deux hélicoptères avec neuf autres personnes, dont les candidates Camille Muffat et Florence Arthaud. Quelques instants après le décollage des deux appareils, ces derniers entrent en collision, tuant tous leurs occupants,,. Après avoir été informé de l'accident d'hélicoptère à la télévision, Adriani Vastine apprend dans la nuit 9 au 10 mars la mort de son frère par un appel téléphonique d'Alain Bernard puis en informe le reste de sa famille.
Les obsèques d'Alexis Vastine se déroulent à Pont-Audemer le 24 mars 2015, deux jours après le rapatriement en France de son corps par avion,. Pendant la cérémonie, les commerçants du centre-ville baissent leur rideau et apposent des affichettes avec la photo du sportif,. Le secrétaire d'État aux sports Thierry Braillard et l'ancienne ministre des sports Valérie Fourneyron sont présents, tout comme le champion olympique de judo Teddy Riner et le joueur de football Sylvain Wiltord, autre candidat de l'émission Dropped, ainsi que des membres de l'équipe de France de boxe et des boxeurs locaux en t-shirts noirs à son effigie. Son cercueil est porté par les lutteurs Steeve Guénot et Franck Hassli, les sergents Puyzillou et Kowalski de son régiment militaire, et ses oncles Gilles et Roger,. La cérémonie est retransmise sur écran géant à l'extérieur de l'église.

### Héritage
La collision aérienne de Villa Castelli a un vif impact en France. Les réactions se multiplient pour saluer les parcours des trois champions français tragiquement morts, mettant le sport français « en deuil ». Dominique Nato salue le « boxeur d'exception » qu'est Alexis Vastine, Jean Savarino dit de son ancien protégé qu'« il symbolisait à la fois la grâce, la technique, la tactique, c'était un modèle. Il n'est pas mort sur un ring, mais pour moi, il restera ce boxeur qui est mort sur scène, sous le regard du monde entier ». Dans un discours, le président de la République française François Hollande évoque « le destin brisé [du boxeur] qui aurait pu être champion olympique deux fois. Il est mort parce qu'il voulait montrer à des jeunes qu'il ne fallait jamais désespérer ».
Plusieurs monuments prennent le nom d'Alexis Vastine. En juin 2015, la ville de Pont-Audemer renomme le parc des sports et loisirs de la commune à son nom. D'autres municipalités nomment un complexe sportif en hommage au boxeur comme Dammartin-en-Goële en juin 2016 ou encore Magny-le-Hongre en septembre 2017. À l'initiative de l'association « Alexis Vastine et ses neuf amis », créée par la famille du boxeur, deux salles informatiques à son nom sont inaugurées à Villa Castelli en Argentine en novembre 2018,,. Pour les financer, l'association organise différents événements comme une vente aux enchères d'objets sportifs offerts par des champions sportifs français comme Teddy Riner, Lucie Décosse, Steeve Guénot, Nikola Karabatic et Élodie Clouvel.
En 2015, le ministère de la Défense donne le nom de Trophée « brigadier-chef Alexis Vastine » à sa récompense annuelle honorant les performances de l'année d'un sportif de haut-niveau membre de l'Armée française. Le premier prix remis sous ce nom est attribué à Martin Fourcade lors de cette même année.
En février 2016, Adriani Vastine est sacré champion de France amateur de boxe anglaise dans la catégorie des moins de 75 kg. Un mois plus tard, le journaliste Frédéric Veille publie, aux éditions Michel Lafon, un livre hommage intitulé Coup d'arrêt. La famille du boxeur participe à l'écriture du livre par des témoignages et souvenirs sur son parcours. Son souvenir est mis en avant par plusieurs sportifs français aux Jeux olympiques de 2016 de Rio de Janeiro et tout particulièrement par l'équipe de France de boxe qui obtient lors de ces Jeux un total record pour le pays sur une édition de six médailles dont deux en or,.

## Palmarès

### Jeux olympiques
- Médaille de bronze aux Jeux olympiques d'été de 2008 à Pékin, Chine.

### Championnats du Monde
- Médaille de bronze lors des Championnats du monde amateurs junior 2008 en Corée du Sud.
- Médaille d'or lors des Championnats du monde amateurs militaire 2008 à Bakou, Azerbaïdjan.
- Médaille d'or lors des Championnats du monde amateurs militaire 2010 à Jacksonville, États-Unis.
- Médaille d'or lors des Championnats du monde amateurs militaire 2011 à Rio de Janeiro, Brésil.
- Médaille d'or lors des Championnats du monde amateurs militaire 2014 à Almaty, Kazakhstan.

### Championnats d'Europe
- Médaille de bronze lors des Championnats d'Europe Junior 2005 à Tallinn, Estonie.
- Médaille d'argent lors des Championnats d'Europe 2010 à Moscou, Russie.

### Championnats de France
- Médaille d'or lors des Championnats de France junior 2003.
- Médaille d'or lors des Championnats de France junior 2004.
- Médaille d'or lors des Championnats de France 2006.
- Médaille d'or lors des Championnats de France 2007.
- Médaille d'or lors des Championnats de France 2009.

### Autres podiums internationaux
- Médaille d'or lors des Jeux de la Francophonie 2005 à Niamey, Niger.
- Médaille d'or lors de la Coupe de Bradenburg 2005 à Francfort, Allemagne.
- Médaille d'argent lors du Trophée Mohamed VI 2006 à Fès, Maroc.
- Médaille d'or lors du Tournoi des 4 Nations 2007 à Calais, France.
- Médaille d'argent lors du Tournoi de Debrecen 2008 à Debrecen, Hongrie.
- Médaille de bronze lors de la Coupe du Monde AIBA 2008 à Moscou, Russie.
- Médaille d'argent lors du Tournoi de Debrecen 2009 à Debrecen, Hongrie.
- Médaille d'or lors des Jeux méditerranéens 2009 à Pescara, Italie.
- Médaille d'or lors de la Coupe AIBA du Président 2009 à Bakou, Azerbaïdjan.
- Médaille d'or lors du Tournoi de Belgrade 2012 à Belgrade, Serbie.

## Distinctions
- Chevalier de l'ordre national du Mérite en 2008[4],[72]
- Médaille de la Défense nationale, échelon argent 2008[4]
- Médaille de la jeunesse, des sports et de l'engagement associatif, or 2010[4]
- Lettres de Félicitations du Ministre de la Défense en 2011 et 2012[4]